# Magyarpolány
Magyarpolány est un village et une commune du comitat de Veszprém en Hongrie.